# 謝偉軍
謝偉軍（1983年8月14日—）台灣男子舉重運動員。2006年參加杜哈亞運94公斤級項目，以抓舉157公斤、挺舉198公斤、總合355公斤奪得銅牌。2010年参加广州亚运会，以342公斤的成绩获94公斤级比赛第十名。